# Pupalia sericea
Pupalia sericea är en amarantväxtart som beskrevs av Adriano Fiori. Pupalia sericea ingår i släktet Pupalia och familjen amarantväxter. Inga underarter finns listade i Catalogue of Life.